# Polystichum talamancanum
Polystichum talamancanum är en träjonväxtart som beskrevs av Barrington. Polystichum talamancanum ingår i släktet Polystichum och familjen Dryopteridaceae. Inga underarter finns listade.